# Сегед – Варошфьолд – Будапешт
Сегед – Варошфьолд – Будапешт – один з основних елементів газотранспортної системи Угорщини.
Вперше район Сегеду сполучили із угорською столицею у 1967 році за допомогою газопроводу Algyo – Кардоскут – Адоні – Будапешт, по якому подавали блакитне паливо із найбільшого угорського нафтогазового родовища Algyo, розташованого на північно-східній околиці Сегеду. Втім, траса цієї системи суттєво відрізнялась від створеного в подальшому газотранспортного коридора між Сегедом та Будапештом.
Наявні у родовищі Algyo ресурси дозволили вже у 1971-му прокласти прямий газопровід до столиці, який проходив через Варошфьолд (у підсумку тут сформувався важливий транспортний хаб угорської ГТС) та досягав Вечешу на південно-східній околиці Будапешту. Далі траса дещо відхилялась на північний схід та виходила до Zsambok. Ділянка Algyo – Вечеш мала довжину 144 км та була виконана в діаметрі 600 мм, тоді як відтинок Вечеш – Zsambok (наразі він став частиною газопровідного кільця навколо Будапешту) при довжині 29 км мав діаметр труб у 700 мм. Надходження додаткового ресурсу з Algyo дозволило покращити постачання існуючих споживачів (з 1964-го до того ж Вечешу вже надходив газ із розташованого на сході Угорщини родовища Гайдусобосло) та додати до них нових (наприклад, Дунайський цементно-вапняковий завод). Крім того, в 1972-му шляхом спорудження перемички від Zsambok до Batonyterenye створили можливість передачі ресурсу до газопроводу Гайдусобосло – Salgotarjan, котрий живив ряд великих споживачів на півночі країни.
Втім, вже у 1975-му до Zsambok-у вивели газопровід від Берегдароцу, який забезпечив доступ до ресурсу з СРСР. Одним з наслідків цього стало використання наявної угорської інфраструктури на маршруті Бухарест – Сегед для транзиту блакитного палива до Югославії, який розпочався у 1979-му. Для цього використовували споруджену в 1975-му ділянку довжиною 13 км та діаметром 600 мм від Algyo до Kiskundorozsma на південній околиці Сегеду, а також спеціально створену під транзитний проект перемичку від Kiskundorozsma до югославського кордону довжиною 15 км та діаметром 600 мм.
У 1983 році між Будапештом та Сегедом проклали другу нитку довжиною 143 км, яка мала діаметр 700 мм на відтинку довжиною 76 км до Варошфьолда та 600 мм на наступній ділянці довжиною 67 км до Kiskundorozsma. Це, зокрема, дозволило ввести в дію у 1984-му відгалуження від Варошфьолда на схід до Mezőtúr. Втім, вже за кілька років через Mezőtúr до Варошфьолда та Kiskundorozsma змогли подати ресурс з СРСР по новому газотранспортному коридору від Берегдароца, котрий став головним для подачі ресурсу на південь Угорщини та схід колишньої Югославії (Сербія, Боснія). Для збільшення поставок до останньої в 1992-му між Kiskundorozsma та югославським кордоном проклали другу перемичку довжиною 15 км та діаметром 700 мм.
Останнім за часом розширенням коридору стало прокладання у 2008-му третьої нитки довжиною 80 км та діаметром 1000 мм на ділянці від Варошфьолду до Сегеду. Це було однією зі складових проекту підвищення надійності транзиту до Сербії та поставок у зимовий період – іншими складовими стали підсилення газотранспортного коридору Берегдароці – Варошфьолд/Сегед та введення у 2010-му підземного сховища газу в Algyo.
Серед інших сполучень коридору Сегед – Будапешт можливо згадати наступні:
- введений в 2010-му інтерконектор з румунською ГТС (Сегед – Арад);
- запущений в 2011-му інтерконектор з хорватською ГТС (Варошфьолд - Слободниця);
- газотранспортне кільце Будапешту, через яке відбувається сполучення за австрійською та словацькою ГТС;
- газопровід до західної Угорщини від Варошфьолду;
- газопровідну система, яка забезпечує зв’язок із рядом районів південно-західної Угорщини та підземним сховищем газу у Zsana;
- газопроводи від Варошфьолду та Сегеду до підземного сховища газу Кардоскут.
До осені 2021-го від сербского кордону до Kiskundorozsma має бути прокладена ще одна нитка довжиною 14 км та діаметром 1200 мм, котра стане завершальним елементом Балканського потоку (газопровід, споруджений для постачання російського газу до ряду балканських країн в обхід території України).